# 개썰매

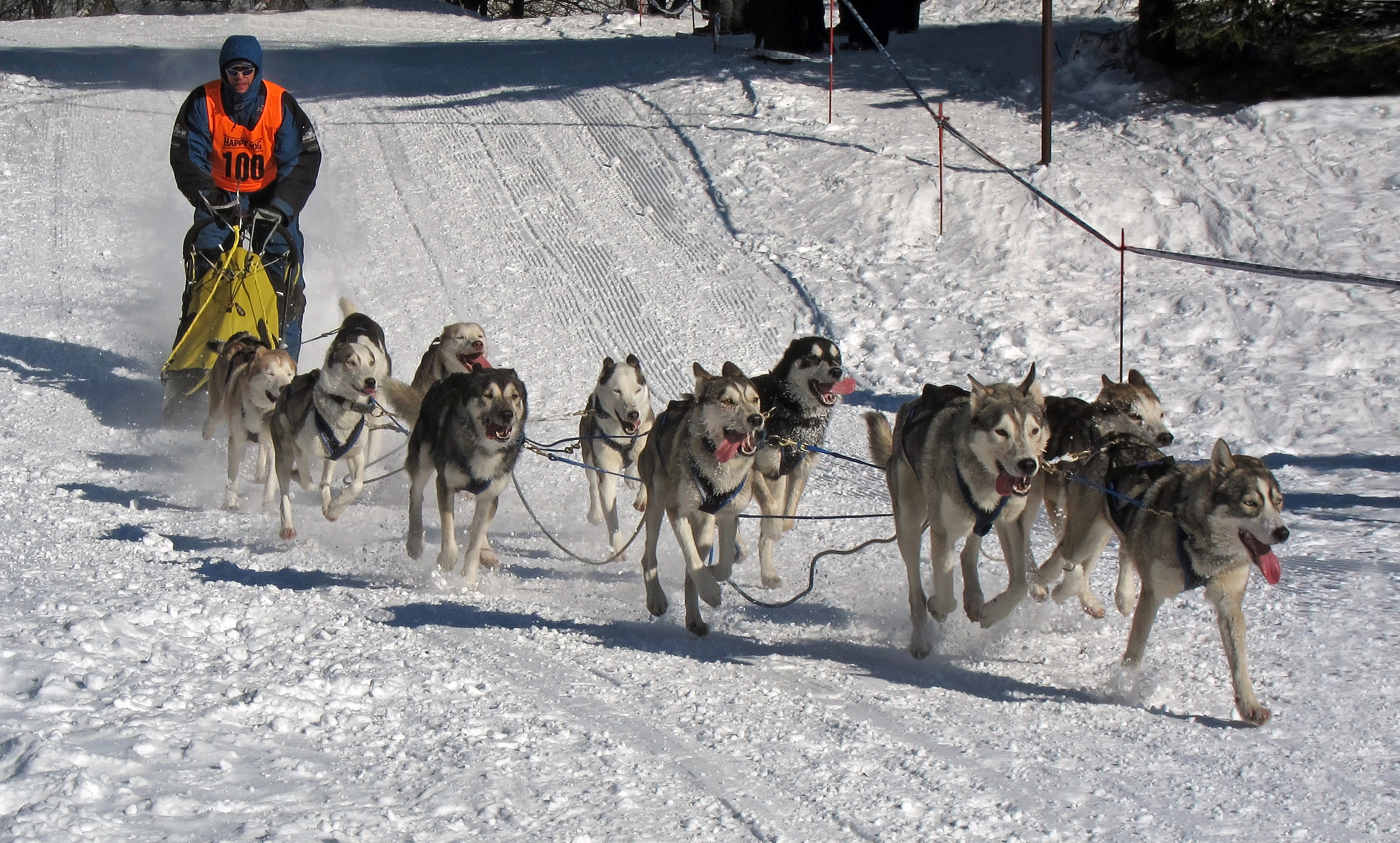
2012년 독일 시베리안 허스키의 11마리 개 팀

개썰매는 동물 스포츠의 한 부류이자 개들만을 위한 썰매이다. 주로 사냥개를 중심으로 하는 경주 대회이다. 경마, 경륜과 거의 똑같은 규칙이 적용된다.

## 같이 보기
- 썰매개